# شهرستان کانبالو
شهرستان کانبالو (به لاتین: Kanbalu District) یک منطقهٔ مسکونی در میانمار است که در ناحیه زاگاین واقع شده‌است.